# Jalihuda, Gangawati
Jalihuda là một làng thuộc tehsil Gangawati, huyện Koppal, bang Karnataka, Ấn Độ.